# Auguste Emma d’Este

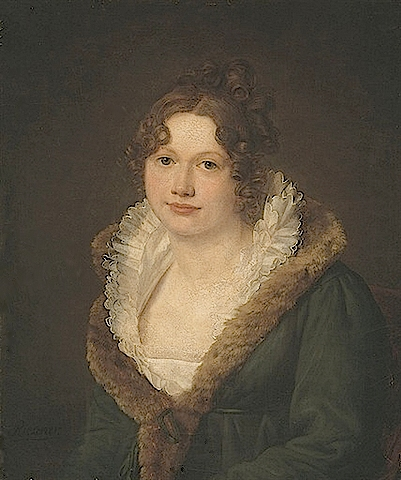
Augusta Emma d’Este

Augusta Emma d’Este (deutsch Auguste Emma d’Este, * 11. August 1801 in Grosvenor Street, London; † 21. Mai 1866 in 83 Eaton Square, London), durch Ehe ab 1850 Augusta Emma Wilde, Baroness Truro, war eine britische Adlige.

## Leben
Sie war die Tochter des Prinzen Augustus Frederick, 1. Duke of Sussex, einem Sohn Georgs III., König von Großbritannien und Hannover, aus dessen erster Ehe mit Lady Augusta Murray, Tochter des John Murray, 4. Earl of Dunmore.
Die Ehe ihrer Eltern war 1793 heimlich in Rom geschlossen worden und war ohne Einwilligung des Königs erfolgt. Erst durch die Geburt von Augustas Bruder Augustus Frederick, 1794, erfuhr König Georg III. von der Hochzeit seines Sohnes. Er erkannte dessen Ehe aber nicht an, sondern ließ sie durch ein Gericht annullieren. Dessen ungeachtet blieb das Paar jedoch zusammen und Augusta Emma kam zur Welt. Als illegitimer Tochter stand ihr jedoch nicht der Titel einer Prinzessin von Großbritannien und Hannover zu. Als Angehörige des House of Hanover führte sie zunächst den Familiennamen Hanover, musste diesen jedoch schließlich zu d’Este ändern, den Stammnamen ihrer Familie, der auf Welf IV. d’Este, Herzog von Bayern, zurückgeht, den Begründer der welfischen Familienlinie.
Wenige Monate nach Augusta Emmas Geburt trennten sich ihre Eltern auf Druck des Königshauses. Ihr Vater heiratete 1831 Cecilia, die Witwe von Sir George Buggin, die 1840 zur Duchess of Inverness erhoben wurde, diese Ehe blieb kinderlos. Die Kinder wuchsen bei ihrer Mutter, Lady Augusta, auf. Diese wurde in den hannoveranischen Adelsstand erhoben und nahm 1806 den Titel einer Gräfin d’Ameland an. Sie wurde mit einer Jahresrente von 4000 Pfund Sterling versorgt, ihr Mann, der Duke of Sussex, hatte bei der Trennung 12.000 Pfund jährlicher Apanage erhalten. Nachdem die Kinder erwachsen geworden waren, ging Gräfin Augusta zurück nach Rom, wo sie am 5. März 1830 starb.
Am 13. August 1845 heiratete Augusta Emma in London Sir Thomas Wilde (1782–1858), Sohn von Thomas Wilde und Mary Anne Knight. Sie hatte den verwitweten Anwalt als Rechtsvertreter ihres Bruders kennengelernt, der damals Ansprüche auf seine Anerkennung als Prinz von Großbritannien und Hannover erhob. Sir Thomas Wilde bekleidete ab 1846 das Amt des Attorney General (Generalanwalt) und wurde im selben Jahr Lord Chief Justice of the Common Pleas. Vielleicht war seine Ehe mit Augusta Emma, der Cousine von Königin Victoria, die seit 1837 regierte, dafür ausschlaggebend, dass Sir Thomas Wilde am 15. Juli 1850 überraschend zum Lordkanzler von Großbritannien und zum erblichen Baron Truro erhoben wurde. Augusta Emma führte als seine Gattin fortan den Höflichkeitstitel Baroness Truro. Thomas Wilde hatte drei Söhne und eine Tochter aus seiner ersten Ehe mit Mary Wileman, die im Jahre 1840 gestorben war. 1852 musste der Baron nach dem Sturz des Premierministers Russell als Lordkanzler zurücktreten. Er starb am 11. November 1858. Lady Augusta Emma schenkte die juristischen Bücher ihres Mannes der Bibliothek des House of Lords.
Augusta Emma starb siebeneinhalb Jahre später, am 21. Mai 1866, kinderlos in London. Beerdigt wurde sie in St. Lawrence's Church, Isle of Thanet, Kent, an der Seite ihres Bruders und ihres Mannes.